# إبراهيم مغفوري
إبراهيم مغفوري، كاتب سعودي.

## حياته ونشأته
ولد بقرية الكربوس التابعة لمدينة جازان الواقعة جنوب غرب المملكة السعودية عام 1380 هـ، التحق بكلية المتوسطة بجازان وتخرج منها بدبلوم الكلية في الدراسات القرآنية والإسلامية عام 1409 هـ.

## مؤلفات
| الاسم                       | دار النشر                                      | تاريخ النشر | عدد الصفحات | ردمك ISBN            | المصدر      |
| --------------------------- | ---------------------------------------------- | ----------- | ----------- | -------------------- | ----------- |
| من أجل أبي                  | مؤسسة الإنتشار العربي                          | 2017        | 64          | (ردمك 9786144049952) | [ 4 ]       |
| أنس والقبطان - مجموعة قصصية | الدار العربية للعلوم ناشرون، نادي جازان الأدبي | 2017        | 64          | (ردمك 9786140122406) | [ 5 ] [ 6 ] |
| الغد المشرق                 | دار النابغة للطبع والنشر والتوزيع              | 2015        | 64          |                      | [ 7 ]       |
| بشار والحمامة               | دار النابغة للطبع والنشر والتوزيع              | 2015        | 64          |                      | [ 8 ]       |
| زهرة المدائن                | دار النابغة للطبع والنشر والتوزيع              | 2015        | 64          |                      | [ 9 ]       |
| الحنفرى                     | دار النابغة للطبع والنشر والتوزيع              | 2015        | 64          |                      | [ 10 ]      |
| الجوهرة الغالية             | دار النابغة للطبع والنشر والتوزيع              | 2015        | 64          |                      | [ 11 ]      |
| الملك ونور العين            | دار النابغة للطبع والنشر والتوزيع              | 2015        | 64          |                      | [ 12 ]      |
| أطلت وسن                    | دار النابغة للطبع والنشر والتوزيع              | 2015        | 64          |                      | [ 13 ]      |
| سندريلا المدينة             | دار النابغة للطبع والنشر والتوزيع              | 2015        | 64          |                      | [ 14 ]      |
| الشرطى الصغير               | دار النابغة للطبع والنشر والتوزيع              | 2015        | 64          |                      | [ 15 ]      |
| العجوز والثعبان             | دار النابغة للطبع والنشر والتوزيع              | 2014        | 64          |                      | [ 16 ]      |
| الممنوع مرغوب               | دار النابغة للطبع والنشر والتوزيع              | 2014        | 64          |                      | [ 17 ]      |
| الطبيب ثعبون                | دار النابغة للطبع والنشر والتوزيع              | 2014        | 64          |                      | [ 18 ]      |
| القط والقمري                | دار النابغة للطبع والنشر والتوزيع              | 2015        | 64          |                      | [ 19 ]      |

## الجوائز
- حصل على جائزة الأمير محمد بن ناصر في فن القصة عن قصته حكيم العصافير في دروتها عام 1427/1426 هـ.
- حصل على شهادة تقدير من الجمعية الدولية للمترجمين واللغويين العرب لعام 1429 هـ.[20]